# La Ville au Voyer

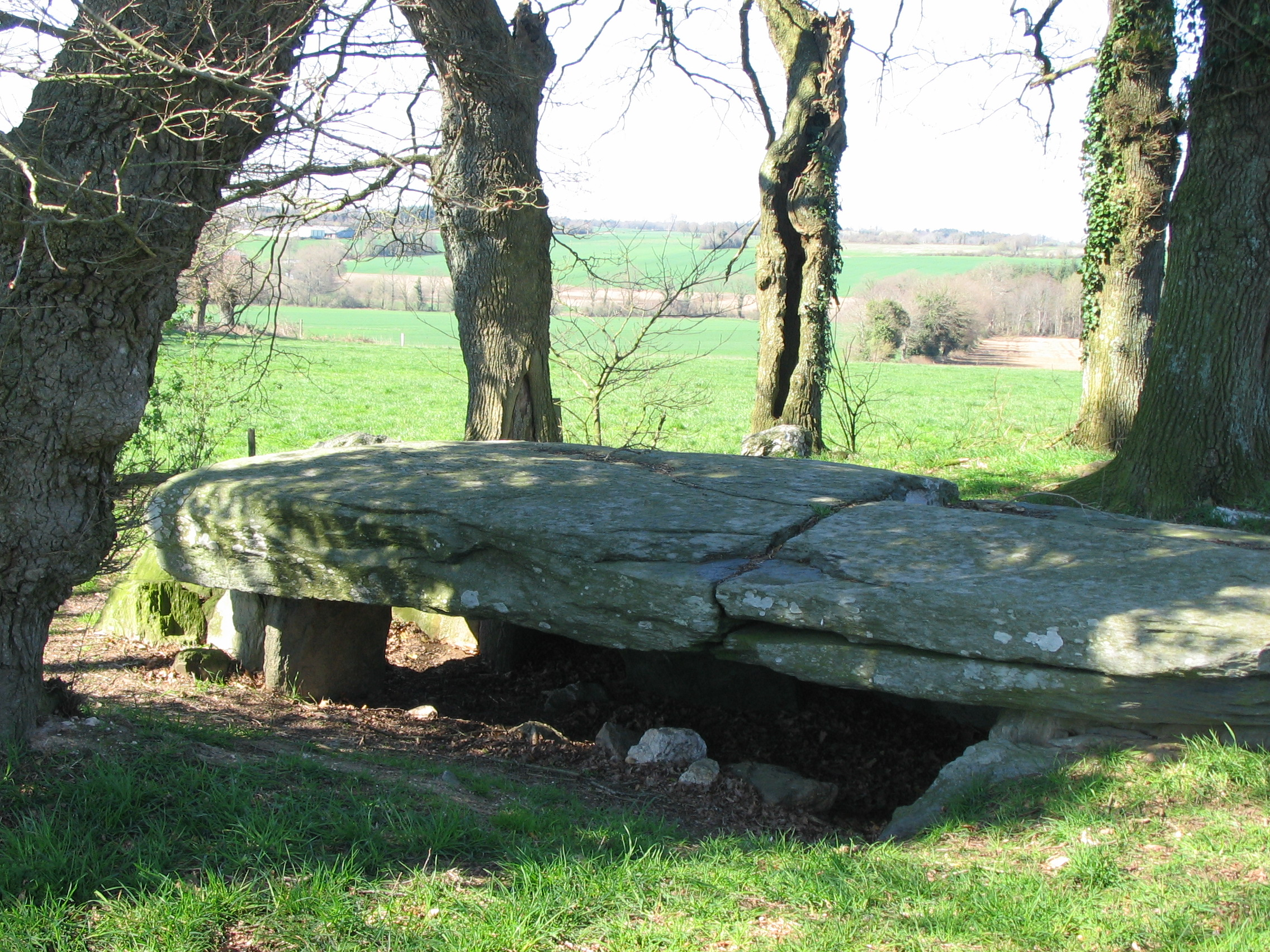
La Ville au Voyer

La Ville au Voyer (auch La Maison Trouvée oder Dolmen an Ti-Toull genannt) ist ein bretonischer Dolmen. Er liegt 500 m nördlich des Dorfes bei La Chapelle-Caro, südlich von Ploërmel, im Département Morbihan in Frankreich.

## Beschreibung
Die von einem Tumulus von etwa 20,0 m Durchmesser gefasste Megalithanlage liegt in einem kleinen Eichenwäldchen. Der etwa um 3000 v. Chr. errichtete Dolmen gehört zu den Anlagen des angevinischen Typs (auch Loire-Typ genannt), die vor allem im Anjou vorkommen. Der Dolmen von La Ville au Voyer hat Reste einer kleinen Vorkammer, bestehend aus zwei Seitenplatten. Türpfeiler, von denen einer eine Rille zur Aufnahme der Tür aufweist, bilden den Zugang zur Hauptkammer. Sie wird von einer einzigen 4,3 m langen und 3,0 m breiten, etwa 300 Tonnen schweren, Sandsteinplatte bedeckt, die über 8 Tragsteinen ruht. Um die Kammer herum liegen weiße Quarzitsteine.
In der Umgebung befinden sich mehrere Allées couvertes oder Dolmen (Allée couverte les Chambrettes, Allée couverte la Maison du Diable, Gajal allée couverte, Allée couverte von Haut-Bézon, Pas de Gargantua (Le Bignon), Allée Couverte de Saint-Méen, La Touche-Carné Dolmen). Etwa einen Kilometer westlich des Dorfes liegt eine von mehreren Kapellen mit Namen „La Chapelle Saint-Méen“, die mit dem Templerorden in Verbindung gebracht wird.

La Ville au Voyer oder La Maison Trouvée
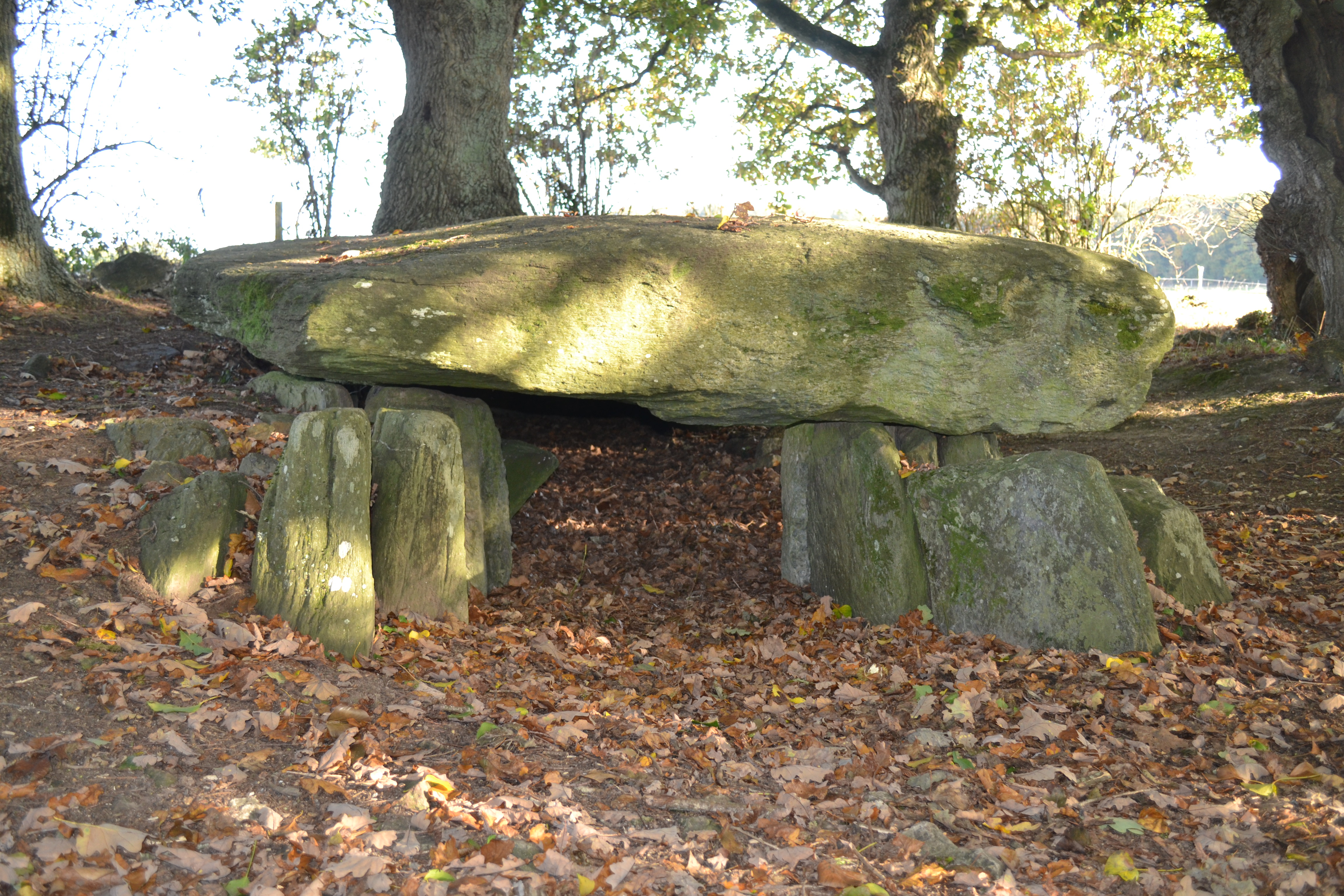
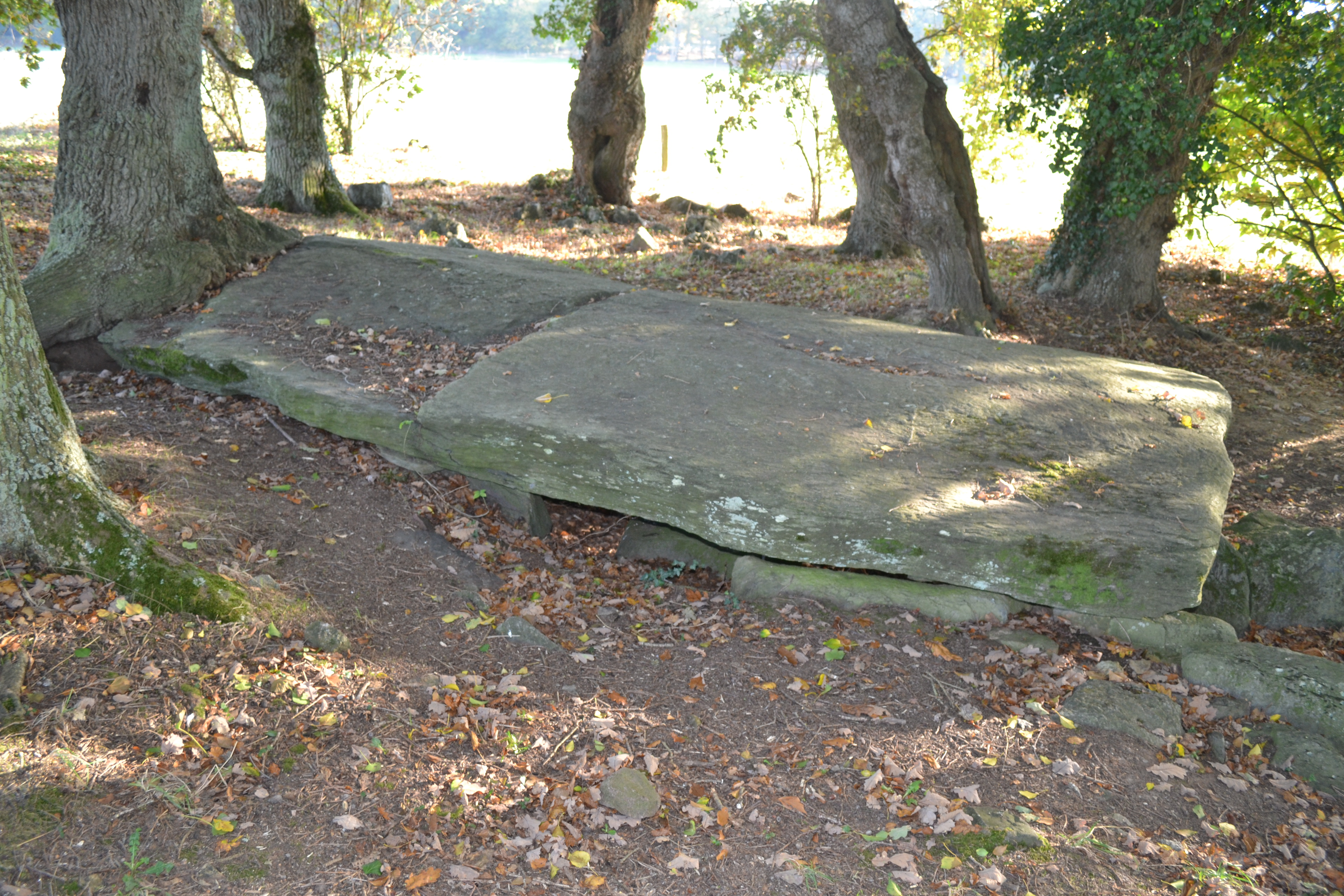
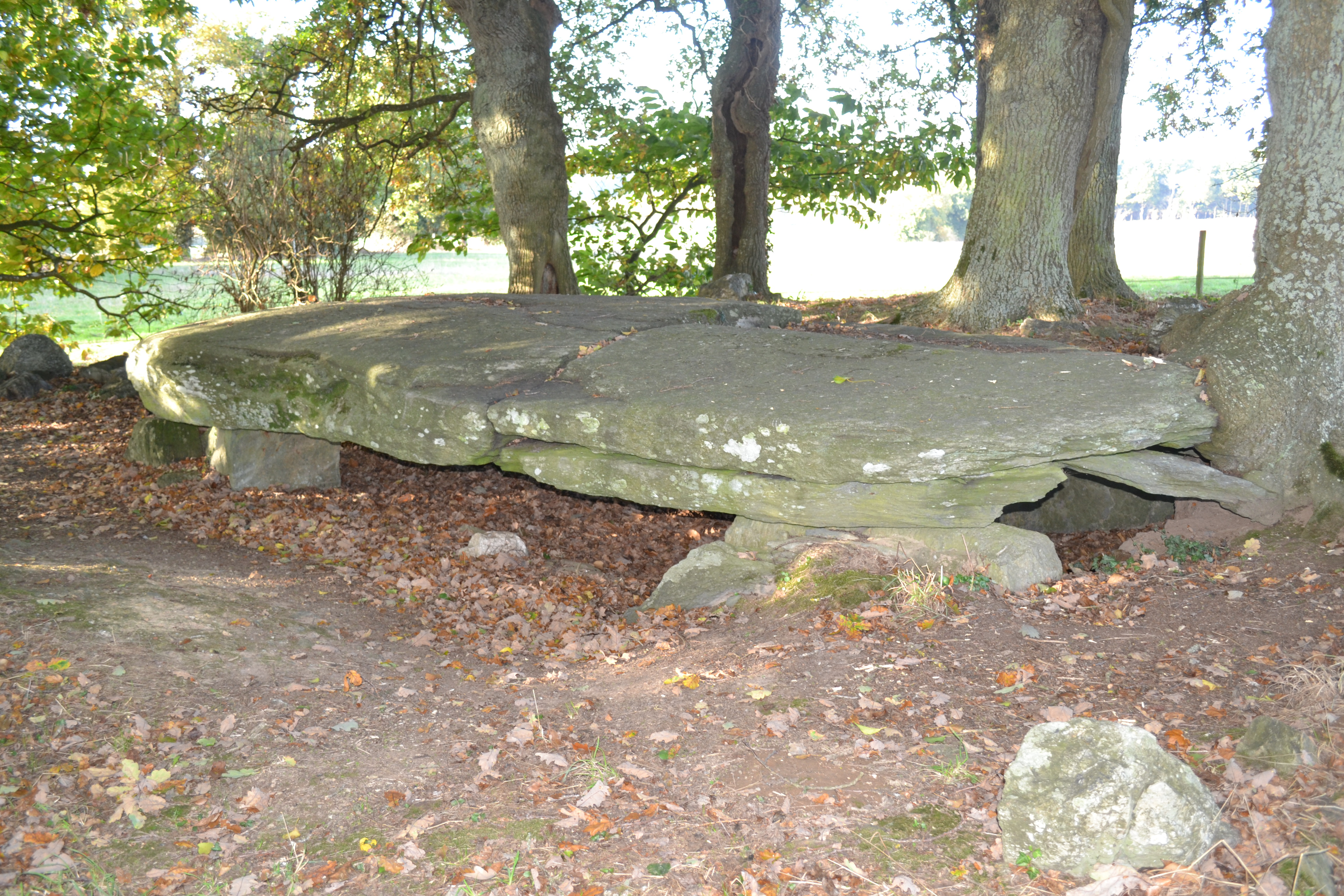

## Legende
Der Dolmen war einst die Höhle der Folliards, die ihr Schicksal beschworen, indem sie neun goldene Äpfel in einen Kessel warfen. Folliards sind mythische, kindliche Kreaturen.
In der Nähe liegen die Allée couverte von La Ville-Bouquet (in Ploërmel) und die Allée couverte von Haut-Bézon südwestlich und die Allée couverte du Hino.